# Anthessius alpheusicolous
Anthessius alpheusicolous is een eenoogkreeftjessoort uit de familie van de Anthessiidae. De wetenschappelijke naam van de soort is voor het eerst geldig gepubliceerd in 2012 door Conradi, Marin & Martin.